# 29e régiment d'infanterie de Tchernigov
 (août 2025).
Si vous disposez d'ouvrages ou d'articles de référence ou si vous connaissez des sites web de qualité traitant du thème abordé ici, merci de compléter l'article en donnant les références utiles à sa vérifiabilité et en les liant à la section « Notes et références ».
Pour les articles homonymes, voir 29e régiment.
Le 29e régiment d'infanterie de Tchernigov (Черниговский 29-й пехотный полк) est un régiment d'infanterie du temps de l'armée impériale russe.
En 1914, il fait partie de la 1re brigade du 15e corps d'armée de la 8e division d'infanterie, et est basé à Varsovie. La fête patronale du régiment est le 25 décembre.  
Pendant la révolte décembriste de 1825, le régiment est en proie à une révolte, dite révolte du régiment de Tchernigov.

## Histoire

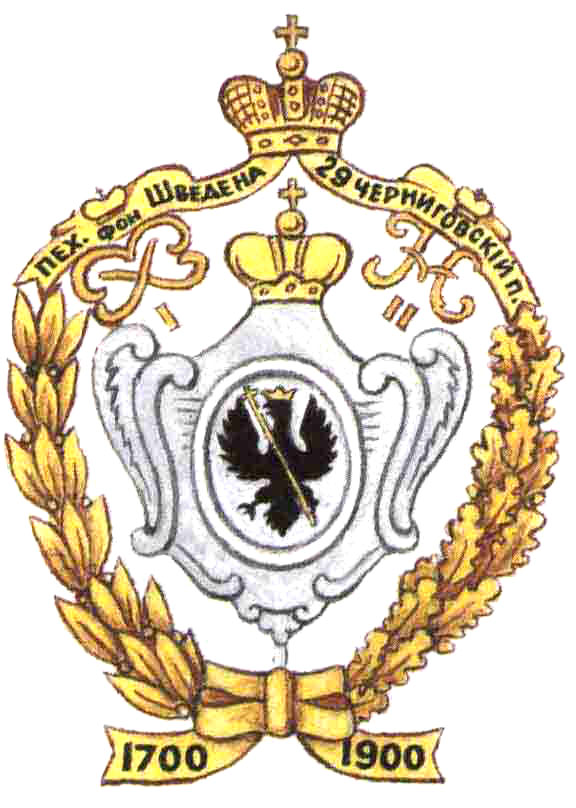
Insigne du régiment.

Le régiment est formé le 25 juin 1700 à Moscou par le général Weide, sous le nom d'infanterie du régiment de Schweden, constitué de dix compagnies. Il devient le 12 octobre 1705 le régiment d'infanterie Hassenius et le 10 mars 1708, régiment d'infanterie de Tchernigov, puis le 16 février 1727, le 1er régiment d'Ouglitch pour retrouver son nom précédent le 13 novembre 1727. 
Le 29 novembre 1796, il change son nom en régiment des mousquetaires de Tchernigov. Le 1er octobre 1798, il devient le 1er régiment des mousquetaires du général major von Essen et un an plus tard, le régime des mousquetaires du général major de Gervais. Il reprend son nom précédent le 2 novembre 1800. Le 31 mars 1801, il est baptisé en régiment des mousquetaires de Tchernigov et le 22 février 1801, régiment d'infanterie de Tchernigov. Le 29 décembre 1825, jusqu'au 3 janvier 1803 le régiment mène une révolte fomentée par le lieutenant-colonel Mouraviov-Apostol et le lieutenant Bestoujev-Rioumine à laquelle participent plus d'un millier de soldats et dix-sept officiers du régiment. La révolte est matée par les autorités et les officiers rebelles du régiment sont exécutés. Le 20 janvier 1826, la 1re compagnie de grenadiers, restée loyale, est transférée aux troupes des gardes impériales.
Le nouveau régiment de Tchernigov prend part à la guerre russo-turque de 1828-1829. Le 20 juillet 1829, il est renommé en régiment d'infanterie du comte Diebitsch. Le 28 janvier 1833, il fusionne avec le régiment d'infanterie de Rylsk, constitué de six bataillons.
Le régiment de Tchernigov combat à la guerre de Crimée de 1853-1856. Il forme les 7e et 8e bataillons le 10 mars 1854. Il se distingue particulièrement en défendant Sébastopol. Le 23 août 1856, le 4e bataillon devient le 4e bataillon de réserve tandis que les bataillons de 5 à 8 sont démantelés.
Le 19 mars 1857, il devient le régiment d'infanterie de Tchernigov général-comte Diebitsch des Balkans. Le 6 avril 1863, le régiment d'infanterie de réserve de Tchernigov est formé à  partir du 4e bataillon de réserve et des troupes de réserve des 5e et 6e bataillons. Le 13 août 1863, le régiment d'infanterie de réserve de Tchernigov devient le régiment d'infanterie de Staraïa Roussa et le 25 mars 1864, le régiment d'infanterie de Tchernigov maréchal-comte Diebitsch.
En août 1914, il fait partie du 15e corps (IIe armée) et participe à la grande bataille de Tannenberg en province de Prusse-Orientale. Sur le front de la 8e division, la journée du 10 août 1914 se déroule ainsi: La colonne droite de la 1re brigade se déplaçant le long de la route vers Orłowo (powiat nidzicki)) se retrouve face à l'ennemi. L'avant-garde pour une raison obscure se trouve trop proche de la colonne principale et marche à 400. Aucune protection appropriée n'est prise, et lorsque l'avant-garde, deux bataillons du 29e régiment d'infanterie de Tchernigov, entre dans le village d'Orlowo, les forces principales s'approchent du front. Les Allemands directement des maisons où ils sont retranchés, tirent à bout portant à coups de mitrailleuses et de fusils. Il y a une confusion, puis une féroce bataille au corps à corps qui dure environ une heure. Au cours de cette bataille, le commandant du régiment de Tchernigov, le colonel Alexeïev, saisit la bannière et saute en avant. Le colonel Alexeïev est tué et la bannière tombe alors entre les mains des Allemands; elle est reprise plus tard grâce au régiment de Poltava.
Les Mémoires du colonel Jelondkovski décrivent les activités du 15e corps au cours de l'opération de l'armée  de Samsonov. Pendant le reste de la Première Guerre mondiale, le régiment se bat sur le front Nord et le front Nord-Ouest. Il cesse son existence en 1918 comme toutes les unités impériales.

## Chefs du régiment
- 03.12.1796 – 08.08.1797- général-major Nikolaï Tolstoï
- 08.08.1797 – 01.10.1797- général-major Mikhaïlov
- 01.10.1797 – 30.10.1799- général-major (après le 08.09.1799 lieutenant-généra) von Essen
- 30.10.1799 – 02.11.1800- général-major Hannibal (Karl) de Gervais
- 02.11.1800 – 23.06.1802- lieutenant-général von Essen
- 23.06.1802 – 02.10.1809- général-major prince Vassili Dolgorouki
- 02.10.1809 – 01.09.1814- lieutenant-général comte Konovnitsyne
- 25.06.1829 – 29.05.1831- général d'infanterie (maréchal le 22.09.1829) comte Diebitsch des Balkans

## Commandants du régiment
- -28.09.1797-colonel baron Fabian Gottlieb von Osten-Sacken
- 28.09.1797 – 01.01.1798-lieutenant-colonel prince Mikhaïl Viazemski,
- 11.07.1798 – 17.07.1799-lieutenant-colonel Blankennagel
- 12.06.1800 – 02.10.1800-lieutenant-colonel Nikolaï Ilyine
- 10.01.1801 – 16.07.1802-lieutenant-colonel baron von der Osten-Sacken
- 16.07.1802 – 24.08.1806-colonel Grengamer
- 17.02.1808 – 18.03.1810-lieutenant-colonel Miglevski
- 18.03.1810 – 06.03.1814-lieutenant-colonel (16.12.1812 colonel) Ivan Ouchakov
- 01.06.1815 – 06.10.1817-colonel Akim Souverana
- 11.10.1817 – 03.03.1823-colonel Ganskau
- 03.03.1823 – ? -lieutenant-colonel (09.01.1826 colonel) Gustav Goebel
- 11.09.1855 – 31.01.1856-colonel prince Dmitri Ivanovitch Sviatopolk-Mirski
- 01.07.1903 – 07.1908-colonel prince Vatchnadzé
- 09.07.1908 – 02.12.1911-colonel Arkhip
- 1911: colonel Platon Phuc
- 06.04.1911 – 10 (23) 08.1914-colonel Alexandre Pavlovitch Alexeïev
- 01.09.1914-
- 18.02.1915 – After 01.08.1916-colonel

## Membres notables
- Pavel Argueïev, aviateur
- Alexandre Baumgarten, général, héros de la guerre de Crimée
- Ivan Semionovitch Dorokhov, lieutenant-général, héros contre l'invasion napoléonienne
- Ivan Koulnev, lieutenant-général
- Yakov Koulnev, général
- Sergueï Mouraviov-Apostol, décembriste
- Vladimir Olderogge, général.